# Esplanade Bridge

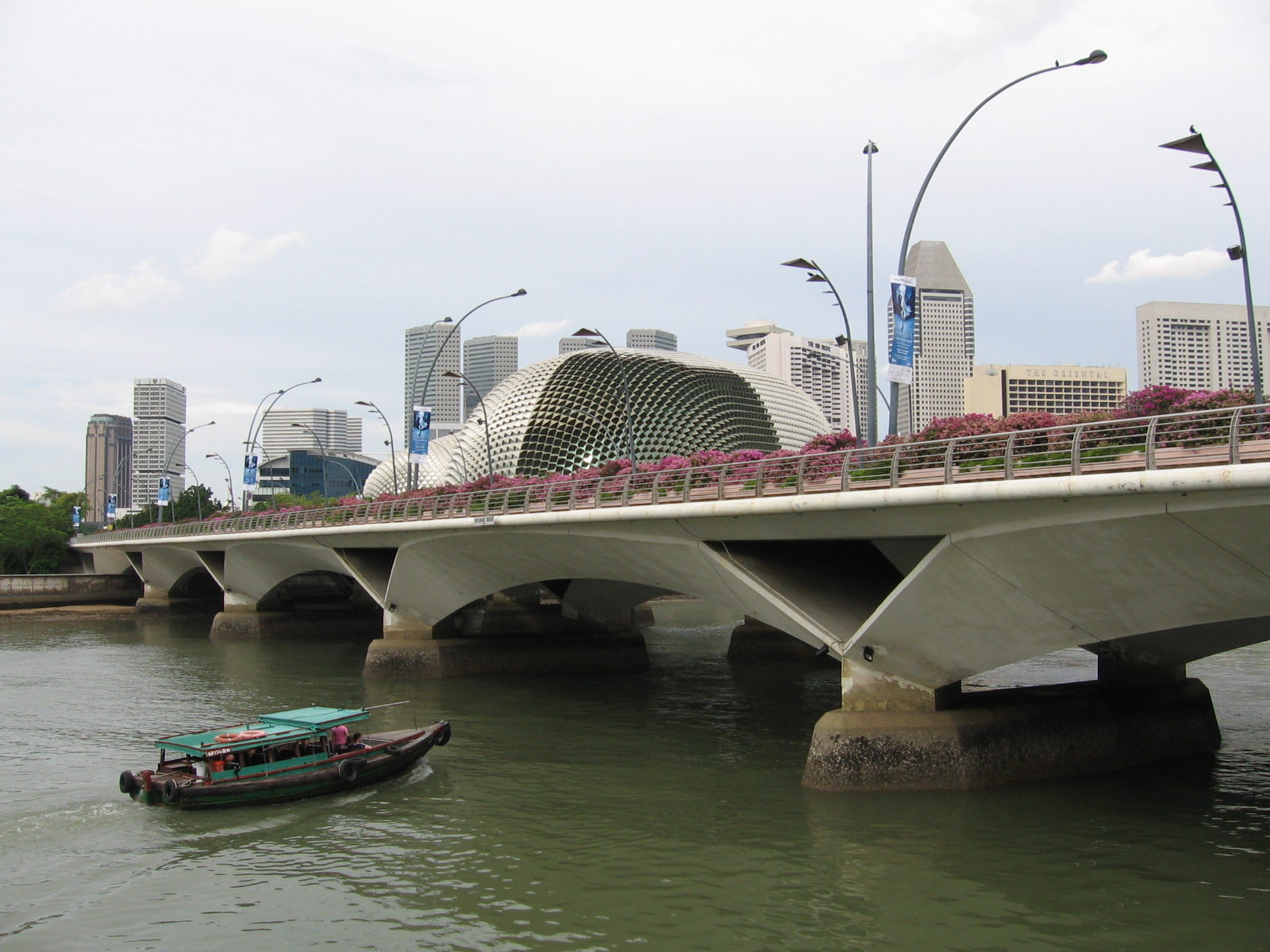
Esplanade Bridge im Dezember 2005

Die Esplanade Bridge ist eine Straßenbrücke in Singapur.
Die 260 Meter lange und 70 Meter breite Brücke überspannt die Mündung des Singapore Rivers in die Marina Bay. Sie verbindet das neue Viertel Marina Center im Norden mit dem Finanzdistrikt im Süden mit zwei je vierspurigen Fahrbahnen und breiten Promenaden auf beiden Seiten. Sie entlastet dadurch die schon 1909 eröffnete historische Anderson Bridge.
Die SBS Buslinie 501 ist die erste Buslinie, die die Esplanade Bridge zusammen mit dem TIBS RapidBus 700 im Jahr 1998 nutzt. Mit der Eröffnung der Esplanade Bridge wurden einige Dienste über den Esplanade Drive geändert, der die Linien 10, 70 und 196 im Jahr 2000 umfasst, gefolgt von der Wartung 97 im Jahr 2003.
Die Brücke besteht aus sieben Stahlbeton-Bögen und wurde von 1994 bis 1997 erbaut. Die Bauausführung lag beim japanischen Unternehmen Ōbayashi Gumi. Nach ihrer Eröffnung versperrte die Esplanade Bridge teilweise die Sicht auf den Merlion, das Wahrzeichen von Singapur. Daher wurde die Statue 2002 versetzt und ist heute wieder von der Marina Bay aus sichtbar.
Seit 2008 führt über die Esplanade Bridge der Marina Bay Street Circuit der Formel 1.
2015 wurde direkt neben der Brücke (östlich) eine Fußgänger-Brücke eröffnet, die sogenannte Jubilee Bridge – in Anlehnung an die 50-jährige Unabhängigkeit des Landes. Sie verläuft vom Merlion Park zur Esplanade und soll vor allem Touristen die Überquerung des Singapore Rivers erleichtern.